# Thomas Schäfer-Elmayer

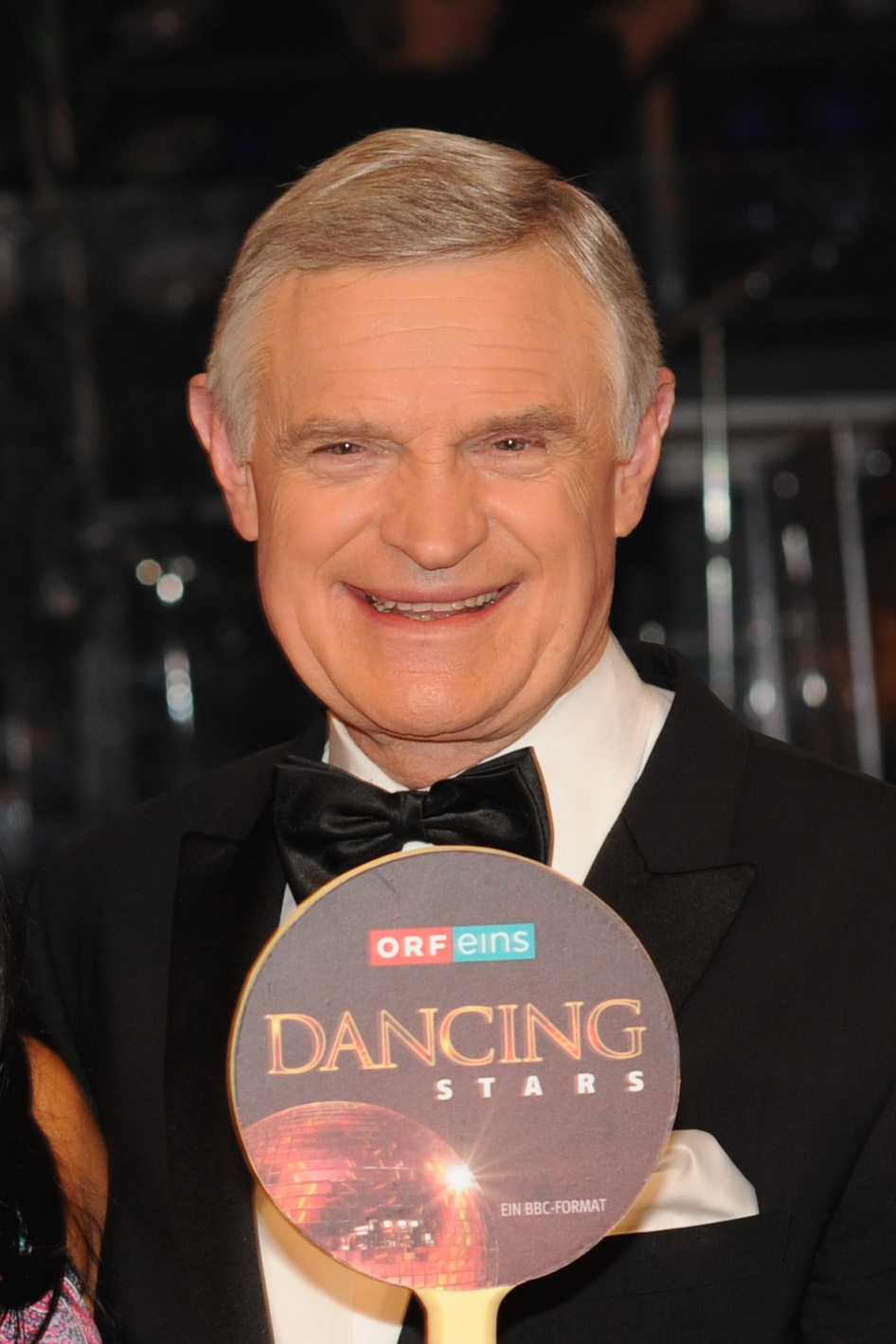
Thomas Schäfer-Elmayer (2013)

Thomas Schäfer-Elmayer (* 4. Februar 1946 in Zell am See) ist ein österreichischer Tanzlehrer und Leiter der Tanzschule Elmayer in Wien.

## Leben
Thomas Elmayer verbrachte seine Jugend in Vorarlberg. Nach einem Wirtschaftsstudium in Wien und an der Hochschule St. Gallen war er ab 1970 für Unternehmen in der Schweiz, der Bundesrepublik Deutschland und in Übersee tätig. 1987 übernahm er, dem testamentarischen Wunsch seines (Adoptiv-)Großvaters Willy Elmayer-Vestenbrugg entsprechend, die Leitung der Tanzschule Elmayer. Er war verheiratet und hat zwei Kinder.

## Leistungen
Schäfer-Elmayer ist ein Experte für Fragen der Etikette, speziell der internationalen Business-Etikette und der gehobenen Umgangsformen, wie sie auf Wiener Traditionsbällen wie dem Wiener Opernball gepflegt werden. Er ist auch als Management-Trainer tätig, berät Firmen in Fragen der Unternehmenskultur und Business-Etikette und hält Vorträge zum Thema Umgangsformen.
Im September 2006 erregte Thomas Schäfer-Elmayer mit einer Plakataktion Aufsehen, mit der er scheinbar in den österreichischen Nationalratswahlkampf eingriff. Auf Plakaten war sein Bild mit der Aufschrift „Alles rot-weiß-rot“ zu sehen, darunter der Slogan „Für mehr Stil und Anstand in unserem Land“ und die Unterschrift „Unabhängige Liste Thomas Schäfer-Elmayer“. Dabei handelte es sich um eine versteckte Werbekampagne der österreichischen Kronen Zeitung unter dem schon bei anderen Sujets verwendeten Motto „Glauben Sie es erst, wenn es in der Krone steht!“.

## Opernball und Tanzschule

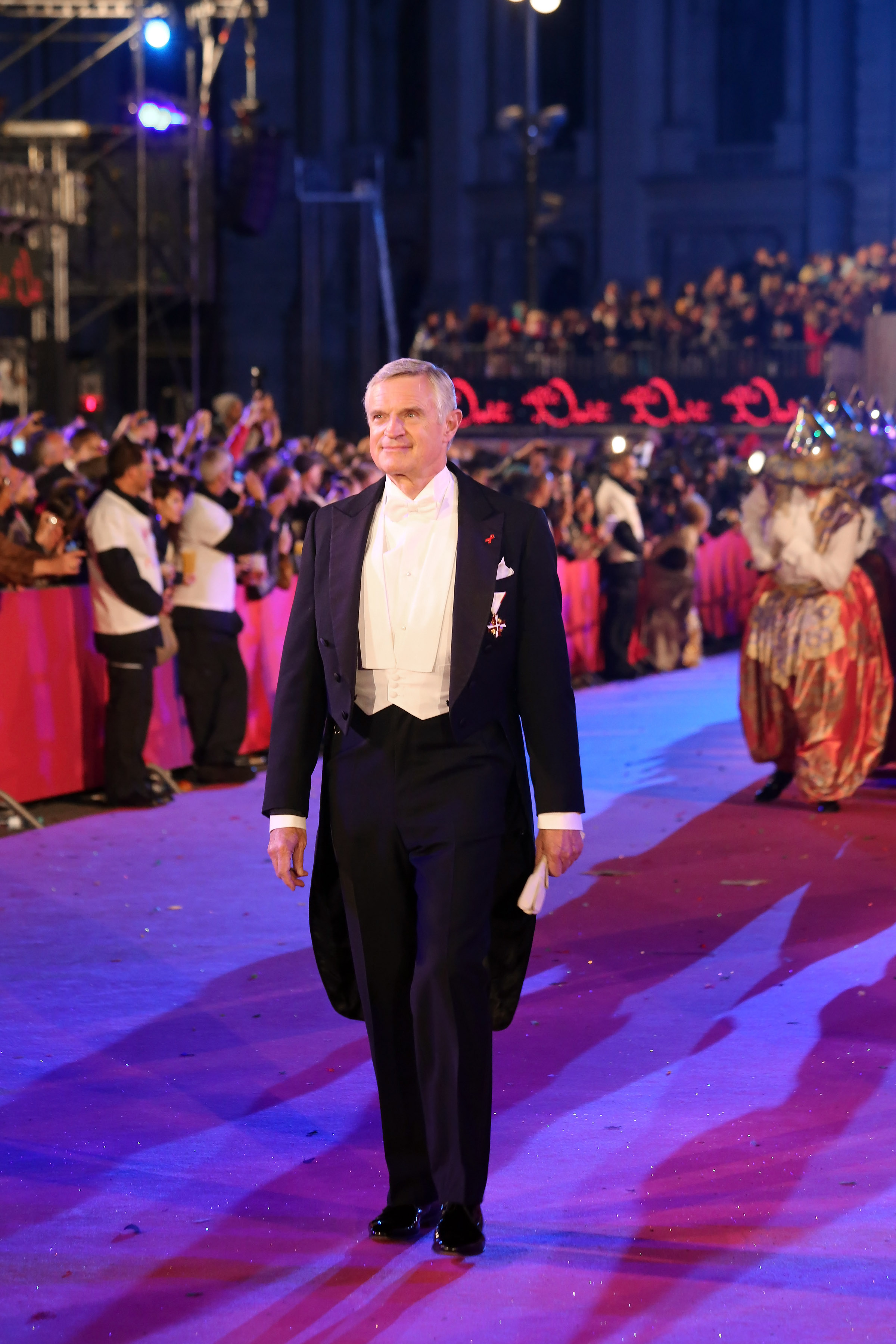
Thomas Schäfer-Elmayer, Eröffnung des Life Ball 2013

Ab 2003 organisierte Schäfer-Elmayer neben anderen Ballereignissen auch die Eröffnung des Wiener Opernballs durch Debütanten. Nach der Eröffnung gab er das Kommando „Alles Walzer“ in der Tradition von Johann Strauss. Im Jahr 2009 wurde jedoch festgelegt, dass die Debütanten selbst dieses Kommando im Chor sprechen durften.
Thomas Schäfer-Elmayer wurde auch in der ORF-Show Dancing Stars bekannt, wo er zwischen 2005 und 2016 als Fachjuror fungierte. 2006 wurde ihm der österreichische Berufstitel Professor verliehen.

## Kritik
Schäfer-Elmayer wird vor allem von konservativer Seite her kritisiert. Ihm wird vorgeworfen, das geistige Erbe von Willy Elmayer-Vestenbrugg zugunsten besserer Publicity zu verschenken. Daneben toleriere er nach Ansicht seiner Gegner Verhaltensweisen, die früher als Benimmfehler galten. So zeichnen sich seine Benimmbücher durch progressivere Inhalte aus, die weiter gehen als die des Durchschnittsbürgers.

## Werke
Sein Buch „Der Elmayer – gutes Benehmen gefragt“ folgte dem Standardwerk von Willy Elmayer-Vestenbrugg: Gutes Benehmen wieder gefragt aus dem Jahr 1957 und dem Buch seiner Eltern Diether und Nora Schäfer-Elmayer: Der neue Elmayer – gutes Benehmen immer gefragt von 1969.
- Der Elmayer. Gutes Benehmen gefragt. 5., revidierte Auflage. Zsolnay, Wien 1999, Redaktion Andreas Augustin, ISBN 3-552-04310-1.
- Früh übt sich … und es ist nie zu spät. Gutes Benehmen für Groß und Klein. Redaktion Andreas Augustin und Carola Augustin. Ecowin, Salzburg 2006, ISBN 3-902404-31-0.
- Der Business Elmayer. So verbinden Sie Karriere mit Stil. Redaktion Andreas Augustin und Mag. Carola Augustin. Ecowin, Salzburg 2007, ISBN 978-3-902404-42-8.
- Der kleine Elmayer. Mein erstes Buch vom guten Benehmen. Betz, Wien u. a. 2007, ISBN 978-3-219-11310-5.
- Der kleine Wald-Elmayer. Mein erstes Buch vom richtigen Verhalten im Wald. Betz, Wien u. a. 2009, ISBN 978-3-219-11420-1.
- Alles, was Sie über Gutes Benehmen wissen müssen. Redaktion: Andreas Augustin und Carola Augustin. Ecowin, Salzburg 2011, ISBN 978-3-7110-0010-1.
- Der Schul-Elmayer. Gutes Benehmen schon jetzt gefragt? BASIC EDITION für die Unterstufe. Bildungsverlag Lemberger, Wien 2011, ISBN 978-3-85221-140-4.
- Der Schul-Elmayer. Gutes Benehmen noch mehr gefragt! MASTER EDITION für die Oberstufe. Bildungsverlag Lemberger, Wien 2012, ISBN 978-3-85221-141-1.
- Thomas Schäfer-Elmayer (Hrsg.): Vom Sattel zum Tanzparkett – Die Lebensgeschichte meines Großvaters Willy Elmayer. Kremayr & Scheriau, Wien 2014, ISBN 978-3-218-00910-2.
- Der große Elmayer: Alles, was Sie über gutes Benehmen wissen sollten. Redaktion Andreas Augustin und Mag. Carola Augustin. Ecowin, Salzburg 2018, ISBN  978-3-7110-0178-8.

## Auszeichnungen
- 2013: Goldenes Verdienstzeichen des Landes Wien[4][5]
- 2019: Großes Ehrenzeichen für Verdienste um die Republik Österreich[5][4]